# Дзялынский, Станислав (ум. 1677)
 Станислав Дзялынский (пол. Stanisław Działyński; умер 26 июня 1677 в Грудзёндзе) — польский государственный деятель, воевода мальборкский (1657—1677), староста кишпорский (дзержгонский) с 1657 года и толькмицкий с 1650 года, покоевый дворянин королевский с 1649 года.

## Биография

Мушкет Станислава Дзялынского, XVII век, Скуклостер

Представитель польского шляхетского рода Дзялынских герба «Огоньчик». Сын Николая Дзялынского и Анны Лодзинской. Внук воеводы мальборкского и хелминского Станислава Дзялынского (ум. 1617).
Посол Генерального прусского сеймика на коронационный сейм 1649 года, а также сеймы 1650 и 1654 годов. Посол от Ковалевского сеймика на сейм 1649/1650 года. На сейме 1649 года он был назначен из посольского коло комиссаром Люблинской военной комиссии, которая должна была заниматься выплатой армии невыплаченных денег.
На элекционном сейме 1669 года был одним из первых проголосовал за кандидатуру Михаила Корибута Вишневецкого на польский королевский престол и с тех пор был его сторонником. Был избран на сейм от Мальборкского воеводства в 1669 году, поддержав избрание Михаила Вишневецкого.
В конце 1672 года Станислав Дзялынский переписывался с Яном Собеским, великим гетманом коронным. В 1673 году он набирал солдат в Поморье для Хотинской военной экспедиции.
Избиратель Яна III Собеского из Мальборкского воеводства в 1674 году, подписав его pacta conventa.
Владелец имения Неханово с 1651 года.
Он умер 26 июня 1677 года во время Прусского генерального сейма в Грудзёндзе. Вдова Марианна Дзялынская, урожденная Ивинская, похоронила его в Гнезненском соборе, в могиле семьи Нехановских в часовне Лубенских, у ворот верхнего капитула. Капитул Гнезно согласился на это захоронение, поскольку семья Дзялынских была наследниками поместья Нехановских и наследниками прав семьи Нехановских на могилу.
Около 1652 года Станислав Дзялынский женился на Марианне Ивинской, дочери старосты повидзского Кшиштофа Ивинского. У супругов было двое сыновей:
- Ян Дзялынский (умер 1693), каштелян эльблонгский с 1678 года
- Михал Дзялынский (умер 1713), каштелян быдгощский (с 1702 года и бжесць-куявский с 1706 года